# Società Podistica Lazio 1923-1924
Questa voce raccoglie le informazioni riguardanti la Società Podistica Lazio nelle competizioni ufficiali della stagione 1923-1924.

## Stagione
La Lazio nell'annata 1923-1924 ha preso parte al campionato di Prima Divisione. Si classifica al secondo posto nel girone laziale della Lega Sud con 15 punti dietro l'Alba Roma, qualificandosi alle semifinali interregionali dopo aver vinto lo spareggio con la Fortitudo. Nel girone A delle semifinali interregionali si classifica al secondo posto con 7 punti dietro al Savoia.

## Organigramma societario
Area direttiva
- Presidente: Enrico Giammei, poi Giorgio Guglielmi

Area tecnica
- Allenatore: Guido Baccani

## Rosa
| N. |                   | Ruolo | Calciatore                 |
| -- | ----------------- | ----- | -------------------------- |
|    | Italia (bandiera) | P     | Matteo Salineri            |
|    | Italia (bandiera) | P     | Ezio Sclavi                |
|    | Italia (bandiera) | D     | Domenico Cella II          |
|    | Italia (bandiera) | D     | Ugo Dosio                  |
|    | Italia (bandiera) | D     | Augusto Parboni (capitano) |
|    | Italia (bandiera) | D     | Fernando Saraceni I        |
|    | Italia (bandiera) | D     | Luigi Saraceni II          |
|    | Italia (bandiera) | C     | Marcello Celli             |
|    | Italia (bandiera) | C     | De Franceschi              |
|    | Italia (bandiera) | C     | Giovanni Fiorini           |
|    | Italia (bandiera) | C     | Gontrano Innocenti         |
|    | Italia (bandiera) | C     | Pio Maneschi               |
|    | Italia (bandiera) | C     | Cesare Mariani             |
|    | Italia (bandiera) | C     | Carlo Nesi                 |
|    | Italia (bandiera) | C     | Giuseppe Zanon             |

| N. |                   | Ruolo | Calciatore        |
| -- | ----------------- | ----- | ----------------- |
|    | Italia (bandiera) | C     | Spartaco Orazi I  |
|    | Italia (bandiera) | C     | Vezio Orazi II    |
|    | Italia (bandiera) | A     | Fulvio Bernardini |
|    | Italia (bandiera) | A     | Dante Filippi     |
|    | Italia (bandiera) | A     | Aldo Fraschetti   |
|    | Italia (bandiera) | A     | Gino Ottier       |
|    | Italia (bandiera) | A     | Guido Perroni     |
|    | Italia (bandiera) | A     | Augusto Rea       |
|    | Italia (bandiera) | A     | Ruggeri           |
|    | Italia (bandiera) | A     | Alessandro Varini |
|    | Italia (bandiera) |       | Bonino            |
|    | Italia (bandiera) |       | Sandro De Col     |
|    | Italia (bandiera) |       | Filippo Lazzarini |
|    | Italia (bandiera) |       | Rispoli           |

## Risultati

### Prima Divisione

#### Lega Sud – Sezione laziale

##### Girone di andata
| Arbitro: | Caroncini (Roma) |

|  |           |                                 |
|  | Marcatori | 17’, 53’ Filippi 90’ Bernardini |

| Arbitro: | Galassi (Roma) |

|                                                                |           |  |
| Bernardini 20’ Filippi 46’ Saraceni II 57’, 75’ Fraschetti 79’ | Marcatori |  |

| Arbitro: | Galassi (Roma) |

|                       |           |                |
| Berti 33’ Teodori 66’ | Marcatori | 28’ Fraschetti |

| Arbitro: | Masserucci (Bari) |

|                             |           |                                               |
| Maneschi 12’ Bernardini 81’ | Marcatori | 21’ (rig.) Degni 56’, 66’ Lo Prete 57’ Rovida |

| Arbitro: | Ciofi (Roma) |

|  |           |                                                        |
|  | Marcatori | 10’, 49’ Maneschi 23’, 33’, 60’ Filippi 48’ Bernardini |

##### Girone di ritorno
| Arbitro: | Cerchia (Roma) |

|                |           |  |
| Fraschetti 43’ | Marcatori |  |

| Arbitro: | Galassi (Roma) |

|           |           |                                                     |
| Giuli 88’ | Marcatori | 11’, 16’, 20’, 30’, 57’ Filippi 68’, 77’ Bernardini |

| Arbitro: | Caroncini (Roma) |

|                                                |           |              |
| Bernardini 69’ Fraschetti 73’, 76’ Filippi 88’ | Marcatori | 60’ Scioscia |

| Arbitro: | Galassi (Roma) |

|                             |           |                               |
| Degni 40’ (rig.) Rovida 82’ | Marcatori | 36’ Bernardini 86’ Fraschetti |

| Arbitro: | Perugini (Roma) |

|                                                                               |           |               |
| Fraschetti 1’, 41’ Maneschi 10’ Filippi 37’, 38’, 52’ Nesi 64’ Bernardini 73’ | Marcatori | 23’ Primavera |

##### Spareggio per le semifinali interregionali
| Arbitro: | Gama (Milano) |

|                          |           |  |
| Filippi ?’ Bernardini ?’ | Marcatori |  |

#### Lega Sud – Semifinali interregionali

##### Girone di andata
| Arbitro: | Argento (Napoli) |

|                                             |           |                    |
| Saraceni II 14’ Maneschi 16’ Bernardini 26’ | Marcatori | 52’ (rig.) Mantini |

| Arbitro: | Trama (Torre Annunziata) |

|                                                                              |           |               |
| Varini 19’ Bernardini 28’ Alboreto 44’ (rig.) Ottier 69’, 86’ Fraschetti 78’ | Marcatori | 65’ Solfrizzi |

| Arbitro: | Trezzi (Milano) |

|             |           |                                |
| Ghisi I 90’ | Marcatori | 15’ Varini 54’, 56’ Bernardini |

##### Girone di ritorno
| Arbitro: | Argento (Napoli) |

|            |           |  |
| Molnár 63’ | Marcatori |  |

| Arbitro: | Fontana (Bologna) |

|                                                |           |                           |
| Addante II 10’ Guidobaldi II 30’ Solfrizzi 88’ | Marcatori | 62’ Ottier 75’ Bernardini |

| Arbitro: | Sessa (Milano) |

|                                   |           |                  |
| Bernardini 33’ (rig.), 73’ (rig.) | Marcatori | 7’, 85’ Mombelli |

##### Spareggio per la Finale della Lega Sud
| Arbitro: | ? (?) |

|   |           |  |
| ? | Marcatori |  |

## Statistiche

### Statistiche di squadra
| Competizione                                       | Punti | In casa | In casa | In casa | In casa | In casa | In casa | In trasferta | In trasferta | In trasferta | In trasferta | In trasferta | In trasferta | Totale | Totale | Totale | Totale | Totale | Totale | DR  |
| Competizione                                       | Punti | G       | V       | N       | P       | Gf      | Gs      | G            | V            | N            | P            | Gf           | Gs           | G      | V      | N      | P      | Gf     | Gs     | DR  |
| -------------------------------------------------- | ----- | ------- | ------- | ------- | ------- | ------- | ------- | ------------ | ------------ | ------------ | ------------ | ------------ | ------------ | ------ | ------ | ------ | ------ | ------ | ------ | --- |
| Prima Divisione - Girone Laziale                   | 15    | 5       | 4       | 0       | 1       | 20      | 6       | 5            | 3            | 1            | 1            | 19           | 5            | 10     | 7      | 1      | 2      | 39     | 11     | +28 |
| Spareggio Qualificazione Girone Laziale            |       | 1       | 1       | 0       | 0       | 2       | 0       | 0            | 0            | 0            | 0            | 0            | 0            | 1      | 1      | 0      | 0      | 2      | 0      | +2  |
| Prima Divisione - Semifinali Interregionali        | 7     | 3       | 2       | 1       | 0       | 11      | 4       | 3            | 1            | 0            | 2            | 5            | 5            | 6      | 3      | 1      | 2      | 16     | 9      | +7  |
| Spareggio Qualificazione Semifinali Interregionali |       | 0       | 0       | 0       | 0       | 0       | 0       | 1            | 1            | 0            | 0            | 2            | 1            | 1      | 1      | 0      | 0      | 2      | 1      | +1  |
| Totale                                             |       | 9       | 7       | 1       | 1       | 33      | 10      | 9            | 5            | 1            | 3            | 26           | 11           | 18     | 12     | 2      | 4      | 59     | 21     | +38 |

|}